# Gonzalo Marronkle
Gonzalo Damian Marronkle (Cordoba, 14 novembre 1984) è un ex calciatore argentino, di ruolo attaccante.

## Caratteristiche tecniche
Gioca come attaccante centrale.

## Carriera
Dagli 11 ai 15 anni gioca nelle giovanili del River de Bell Ville, mentre nei tre anni seguenti gioca nelle giovanili del Lanús, con cui nel 2003 fa anche il suo esordio nei professionisti, giocando in totale 4 partite nella prima divisione argentina. Viene poi ceduto al Los Andes, squadra di seconda divisione, che dopo poco tempo lo gira al Defensa y Justicia, militante nella medesima categoria, nella quale gioca 5 partite senza mai segnare.
Nel 2004 si trasferisce in Europa, andando a giocare ai portoghesi del Marco, impegnati nella seconda divisione del campionato lusitano; gioca 12 partite senza mai segnare, ed a fine anno la sua squadra retrocede in terza divisione. Rimane in Portogallo anche nella stagione 2005-2006, nel corso della quale milita nella squadra riserve del Porto, con cui non segna nessuna rete. Nella stagione 2006-2007 gioca invece 26 partite in seconda divisione col Chaves, che successivamente lo cede alla Portimonense: con quest'ultima squadra Marronkle segna 4 gol in 29 presenze nella stagione 2007-2008 e 5 gol in 25 presenze nella stagione 2008-2009, nel corso della quale disputa anche 2 partite nella Coppa di Lega portoghese ed una partita in Coppa del Portogallo.
Nel 2010 lascia l'Europa per andare a giocare in Vietnam: viene infatti tesserato dal Hà Nội, formazione della capitale del Paese asiatico, con cui nella sua prima stagione segna 9 reti nella prima divisione locale, vincendo il campionato e la Supercoppa del Vietnam; nel 2011 segna invece 12 reti in 22 presenze in campionato ed un gol in 3 partite in Coppa dell'AFC. Nel 2012 oltre ad arrivare in finale di Coppa del Vietnam va inoltre a segno 9 volte in 25 presenze, mentre nel 2013 contribuisce alla vittoria del suo secondo campionato vietnamita con 14 gol in 22 partite, grazie ai quali diventa anche capocannoniere del campionato. Nel 2014 segna 4 gol in 8 presenze in Coppa dell'AFC, una partita in Supercoppa e 20 partite in campionato, nel corso delle quali mette anche a segno 13 gol. L'anno successivo segna 2 gol in altrettante partite nei turni preliminari di AFC Champions League e 11 gol in 21 presenze in campionato; arriva inoltre per la seconda volta in carriera in finale di Coppa del Vietnam: nel 2016 gioca quindi nuovamente la Supercoppa (che perde), oltre a disputare altre 2 partite (e segnare una rete) nei preliminari di AFC Champions League. Vince inoltre per la terza volta in carriera il campionato vietnamita, nel quale va a segno 11 volte in 21 presenze; arriva anche per la terza volta in carriera (la seconda consecutiva) in finale di Coppa del Vietnam, perdendola nuovamente.

## Palmarès

### Club

#### Competizioni nazionali
- Campionato vietnamita: 3

Hà Nội: 2010, 2013, 2016
- Supercoppa del Vietnam: 1

Hà Nội: 2010

### Individuale
- Capocannoniere del campionato vietnamita: 1

2013 (14 gol, alla pari con Samson Kayode Olaleye)